# Tmesisternus excellens
Tmesisternus excellens är en skalbaggsart. Tmesisternus excellens ingår i släktet Tmesisternus och familjen långhorningar.

## Underarter
Arten delas in i följande underarter:
- T. e. excellens
- T. e. albosignatus